# Partido Verde (Suécia)
O Partido Verde (em sueco:  Miljöpartiet de Gröna; lit. "Partido Ambiental - Os Verdes") é um partido político ecologista da Suécia, fundado em 1981, na esteira do Referendo sobre a energia nuclear em 1980.

Tem uma liderança bicéfala e paritária, personalizada por Daniel Helldén e Märta Stenevi (2023).

O Partido Verde costuma ser visto como membro do bloco verde-vermelho (rödgröna blocket), compreendendo o Partido Social-Democrata, o Partido Verde e o Partido da Esquerda.

Participou nos dois governos de Governo Löfven, entre 2014 e 2021, um governo minoritário de coligação verde-vermelha reunindo o Partido Social-Democrata, de centro-esquerda, e o Partido Verde, ecologista.

## Ideologia
Na sua plataforma partidária, os Verdes descrevem a sua ideologia como baseada "numa solidariedade que pode ser expressa de três maneiras: solidariedade com os animais, natureza e sistema ecológico", "solidariedade com as gerações vindouras" e "solidariedade com todos os as pessoas do mundo ". Uma análise verde da sociedade é baseada numa visão holística - tudo está conectado e interdependente.
A plataforma descreve essas solidariedades sendo expressas em "várias ideias fundamentais", sendo elas democracia participativa, sabedoria ecológica, justiça social, direitos das crianças, economia circular, justiça global, não-violência, igualdade e feminismo, direitos dos animais, autossuficiência e autoconfiança, autoadministração, liberdade e sustentabilidade. O Partido Verde sueco tem as suas raízes nos movimentos pelo meio ambiente, pela solidariedade, pelos direitos das mulheres e pela paz.

## Filiações
O Partido Verde tem uma boa relação com os social-democratas e, em menor medida, com o Partido da Esquerda. O partido não descarta a participação num governo com os partidos liberais menores e de centro-direita na Suécia. O Partido Verde ao entrar pela primeira vez no Riksdag, aliou-se ao Bloco Conservador na oposição aos Social-democratas. O Partido Verde deixou claro que a sua preferência entre acordos cooperativos com o Bloco Conservador não inclui o apoio a um governo liderado pelo Partido Moderado liberal-conservador. No entanto, historicamente, houve acordos políticos concluídos com os partidos que formam a Aliança de centro-direita como um exemplo em relação à educação. A cooperação com o Partido Moderado no nível municipal é relativamente frequente. 
Nas eleições para a Igreja da Suécia, o partido não participa diretamente, mas os Verdes na Igreja da Suécia, um grupo de indicação independente, participa das eleições da Igreja em todos os níveis.
Internacionalmente, o Partido Verde integra o Grupo dos Verdes/Aliança Livre Europeia na União Europeia, e a Global Verde.

## Eleitorado
Muitas vezes acredita-se que o partido está situado à esquerda na escala esquerda-direita devido à sua cooperação com o Partido Social-Democrata. O partido participou numa coligação política e eleitoral chamada Bloco Vermelho e Verde com os Social-Democratas e Partido da Esquerda. Em vários municípios, porém, os Verdes cooperam com partidos liberais e conservadores, e o partido não se define como de esquerda nem de direita. Em vez disso, colocam-se na extremidade de uma escala entre sustentabilidade e crescimento. Num artigo publicado em 2009, Maria Wetterstrand, então co-porta-voz do partido, definiu o partido como um lar natural também para liberais sociais de mentalidade ecológica e socialistas libertários, referindo-se à sua política liberal em relação à imigração e seu apoio à integridade pessoal, participação e empreendedorismo, entre outras questões.
Uma vez no governo, o partido tem como prioridades as alterações climáticas, a antidiscriminação e a igualdade perante a lei.

## Resultados Eleitorais

### Eleições legislativas
| Data | Porta-vozes     | Porta-vozes          | CI. | Votos   | %             | +/-  | Deputados | +/-     | Status            |
| Data | Masculino       | Feminino             | CI. | Votos   | %             | +/-  | Deputados | +/-     | Status            |
| ---- | --------------- | -------------------- | --- | ------- | ------------- | ---- | --------- | ------- | ----------------- |
| 1982 |                 |                      | 7.º | 91 787  | 1,65 / 100,00 |      | 0 / 349   |         | Extra-parlamentar |
| 1985 | Per Gahrton     | Ragnhild Pohanka     | 7.º | 83 645  | 1,50 / 100,00 | 0,15 | 0 / 349   | Estável | Extra-parlamentar |
| 1988 | Birger Schlaug  | Eva Goës             | 6.º | 296 935 | 5,53 / 100,00 | 4,03 | 20 / 349  | 20      | Oposição          |
| 1991 | Jan Axelsson    | Margareta Gisselberg | 8.º | 185 051 | 3,38 / 100,00 | 2,15 | 0 / 349   | 20      | Extra-parlamentar |
| 1994 | Birger Schlaug  | Marianne Samuelsson  | 6.º | 279 042 | 5,02 / 100,00 | 1,64 | 18 / 349  | 18      | Oposição          |
| 1998 | Birger Schlaug  | Marianne Samuelsson  | 7.º | 236 699 | 4,49 / 100,00 | 0,53 | 16 / 349  | 2       | Oposição          |
| 2002 | Peter Eriksson  | Maria Wetterstrand   | 7.º | 246 392 | 4,64 / 100,00 | 0,15 | 17 / 349  | 1       | Oposição          |
| 2006 | Peter Eriksson  | Maria Wetterstrand   | 7.º | 291 121 | 5,24 / 100,00 | 0,59 | 19 / 349  | 2       | Oposição          |
| 2010 | Peter Eriksson  | Maria Wetterstrand   | 3.º | 437 435 | 7,34 / 100,00 | 2,09 | 25 / 349  | 6       | Oposição          |
| 2014 | Gustav Fridolin | Åsa Romson           | 4.º | 429 275 | 6,89 / 100,00 | 0,45 | 25 / 349  | Estável | Governo           |
| 2018 | Gustav Fridolin | Isabella Lövin       | 8.º | 264 586 | 4,41 / 100,00 | 2,47 | 15 / 349  | 10      | Governo           |
| 2022 | Per Bolund      | Märta Stenevi        | 8.º | 312 890 | 5,04 / 100,00 | 0,63 | 18 / 349  | 3       |                   |

### Eleições regionais
| Data | CI. | Votos   | %             | +/-  | Deputados   | +/-     |
| ---- | --- | ------- | ------------- | ---- | ----------- | ------- |
| 1982 | 3.º | 98 042  | 1,9 / 100,0   |      | 0 / 1 717   |         |
| 1985 | 6.º | 104 166 | 2,0 / 100,0   | 0,1  | 0 / 1 733   | Estável |
| 1988 | 6.º | 237 556 | 4,8 / 100,0   | 2,8  | 83 / 1 743  | 83      |
| 1991 | 7.º | 156 594 | 3,1 / 100,0   | 1,7  | 34 / 1 763  | 49      |
| 1994 | 6.º | 236 666 | 4,6 / 100,0   | 1,5  | 78 / 1 777  | 44      |
| 1998 | 7.º | 226 398 | 4,4 / 100,0   | 0,2  | 70 / 1 646  | 8       |
| 2002 | 7.º | 204 169 | 3,9 / 100,00  | 0,5  | 55 / 1 656  | 15      |
| 2006 | 7.º | 256 547 | 4,74 / 100,00 | 1,8  | 68 / 1 656  | 13      |
| 2010 | 4.º | 367 447 | 6,86 / 100,00 | 2,12 | 104 / 1 662 | 36      |
| 2014 | 4.º | 442 760 | 7,21 / 100,00 | 0,35 | 106 / 1 678 | 2       |
| 2018 | 8.º | 265 522 | 4,12 / 100,00 | 3.09 | 48 / 1 696  | 58      |

### Eleições municipais
| Data | CI. | Votos   | %             | +/-  | Deputados    | +/- |
| ---- | --- | ------- | ------------- | ---- | ------------ | --- |
| 1982 | 7.º | 91 842  | 1,6 / 100,0   |      | 129 / 13 500 |     |
| 1985 | 6.º | 142 498 | 2,5 / 100,0   | 0,9  | 237 / 13 520 | 108 |
| 1988 | 5.º | 302 797 | 5,6 / 100,0   | 3,1  | 693 / 13 564 | 456 |
| 1991 | 7.º | 199 207 | 3,6 / 100,0   | 0,2  | 389 / 13 526 | 304 |
| 1994 | 6.º | 298 044 | 5,3 / 100,0   | 1,7  | 616 / 13 550 | 227 |
| 1998 | 7.º | 252 675 | 4,8 / 100,0   | 0,5  | 559 / 13 388 | 57  |
| 2002 | 7.º | 227 189 | 4,2 / 100,0   | 0,5  | 443 / 13 274 | 116 |
| 2006 | 7.º | 269 560 | 4,88 / 100,00 | 0,60 | 436 / 13 092 | 7   |
| 2010 | 6.º | 418 362 | 7,07 / 100,00 | 2,19 | 686 / 12 978 | 250 |
| 2014 | 5.º | 483 529 | 7,76 / 100,00 | 0,69 | 732 / 12 780 | 46  |
| 2018 | 8.º | 301 825 | 4,62 / 100,00 | 3,14 | 395 / 12 700 | 337 |

### Eleições europeias
| Data | Cabeça de lista  | CI. | Votos   | %              | +/-  | Deputados    | +/- |
| ---- | ---------------- | --- | ------- | -------------- | ---- | ------------ | --- |
| 1995 | Per Gahrton      | 3.º | 462 092 | 17,22 / 100,00 |      | 4 / 22       |     |
| 1999 | Per Gahrton      | 5.º | 239 946 | 9,49 / 100,00  | 7,73 | 2 / 22       | 2   |
| 2004 | Carl Schlyter    | 7.º | 149 603 | 5,96 / 100,00  | 3,53 | 1 / 19       | 1   |
| 2009 | Carl Schlyter    | 4.º | 349 114 | 11,02 / 100,00 | 5,06 | 2 / 182 / 20 | 1   |
| 2014 | Isabella Lövin   | 2.º | 572 591 | 15,41 / 100,00 | 4,39 | 4 / 20       | 2   |
| 2019 | Alice Bah Kuhnke | 4.º | 478 258 | 11,52 / 100,0  | 3,89 | 2 / 20       | 2   |